# Juegos Ístmicos
Los Juegos Ístmicos (en griego antiguo: τά Ἴσθμια, romanizado: ta Isthmia) fueron unos Juegos Panhelénicos de la Antigua Grecia, llamados así porque se celebraban en el istmo de Corinto, en honor de Poseidón. El santuario panhelénico de este dios en Istmia fue acondicionado para darles acogida. 
La excepcional situación geográfica de Corinto «enclavada entre dos mares», en el estrecho istmo que une las dos partes de la Grecia continental, contribuyó al éxito y a la importancia política de los Juegos Ístmicos, con Poseidón y Melicertes como figuras clave.

## Características

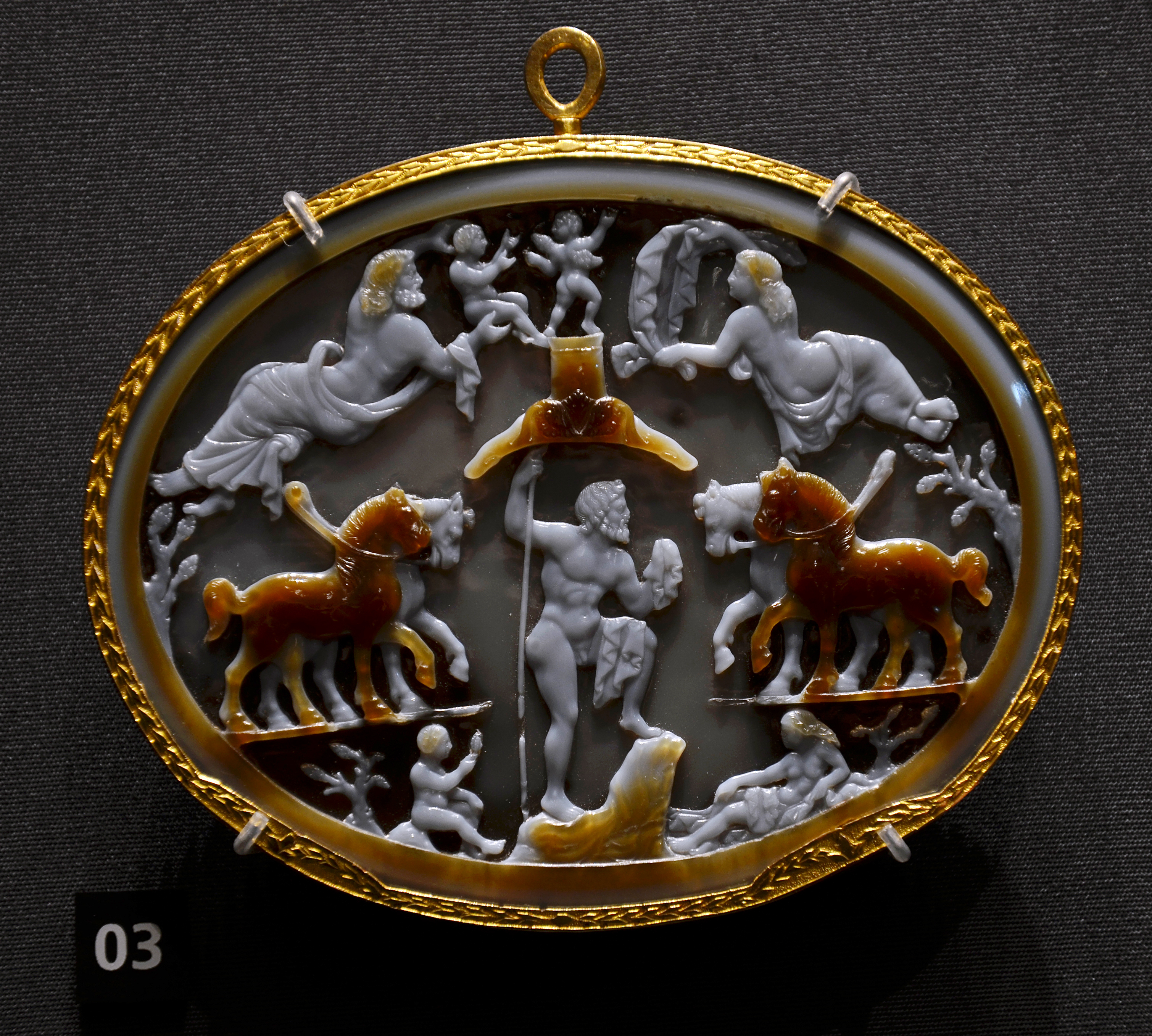
Camafeo que representa a Poseidón como señor de los Juegos Ístmicos. Se conserva en el Museo de Historia del Arte de Viena.

Los Juegos Ístmicos tenían lugar cada dos años en primavera y duraban varios días.
El programa abarcaba certámenes gímnicos (carrera, pugilato, pancracio, pentatlón) e hípicos. Además, cuando en el siglo IV a. C. se construyó el teatro se añadieron competiciones musicales y poéticas y es posible que incluso hubiera un concurso de pintura. Se registran victorias de mujeres tanto en competiciones atléticas como poéticas y musicales pero se desconoce si la participación de las mujeres en estos juegos tenía carácter habitual o era esporádica.
Durante los juegos se celebraban rituales religiosos que incluían libaciones, sacrificios y una procesión en honor de Poseidón, Anfitrite, Leucótea y Palemón.
El premio para los vencedores consistía en coronas de pino, que posteriormente fueron sustituidas por otras de apio y luego se volvieron a usar guirnaldas de pino. El santuario donde se celebraban los juegos se hallaba junto a un pinar.

## Origen mítico
La tradición ateniense menciona a Teseo como fundador, en recuerdo de sus hazañas en el viaje desde Trecén a Atenas, una reminiscencia de la inicial dominación ateniense del Istmo: 

Al principio, Teseo organizó las competiciones para poder medirse con Heracles: tal como este logró instaurar unos juegos olímpicos en honor de Zeus, aquel quiso merecer el honor de haber reunido a los griegos en los certámenes en honor de Poseidón en el Istmo.
Plutarco, Teseo XXV,4-5.

En la saga corintia, mejor atestiguada, el astuto Sísifo los fundó en honor de su pariente Melicertes. Píndaro ya había descrito esta versión en un fragmento de su obra. El coro de nereidas, cabalgando sobre las olas, se le aparecieron a Sísifo y le ordenaron que organizase los Juegos Ístmicos en honor de Melicertes.
En un escolio a Píndaro se encuentra la narración siguiente: 

Ino y Atamante tenían dos hijos, Learco y Melicertes. En un acceso de locura (un castigo de Hera) Atamante mató a su hijito Learco: entonces la madre sumergió al niño en un cántaro de agua hirviendo (otra versión dice que lo hizo Atamante) y ella, también herida por la locura, saltó al mar con Melicertes. Así, Ino se convirtió en una de las nereidas con el nombre de Leucótea.

A su vez, Melicertes fue divinizado por Poseidón bajo el nombre de Palemón ('el luchador'); de hecho, se convierte en un dios marino benévolo, que los romanos identificaron con Portuno).
En una variante poética, un delfín lleva hasta la costa el cuerpo de Melicertes y lo deposita bajo un pino (de aquí que inicialmente la corona se hiciese con ramas de pino), donde lo encontró Sísifo. Pausanias dice al respecto que cuando Ino se lanzó al mar desde la roca Molúride con su hijo Melicertes, este fue llevado al Istmo de Corinto por un delfín, y que allí recibió el nombre de Palemón y se le tributó entre otros honores con la celebración de los Juegos.
Existen más leyendas sobre la fundación, como las atribuidas a Helios y Poseidón de forma conjunta, o solamente a Poseidón, o a Glauco, el hijo de Sísifo.

## Historia

### Origen y eventos históricos en los juegos

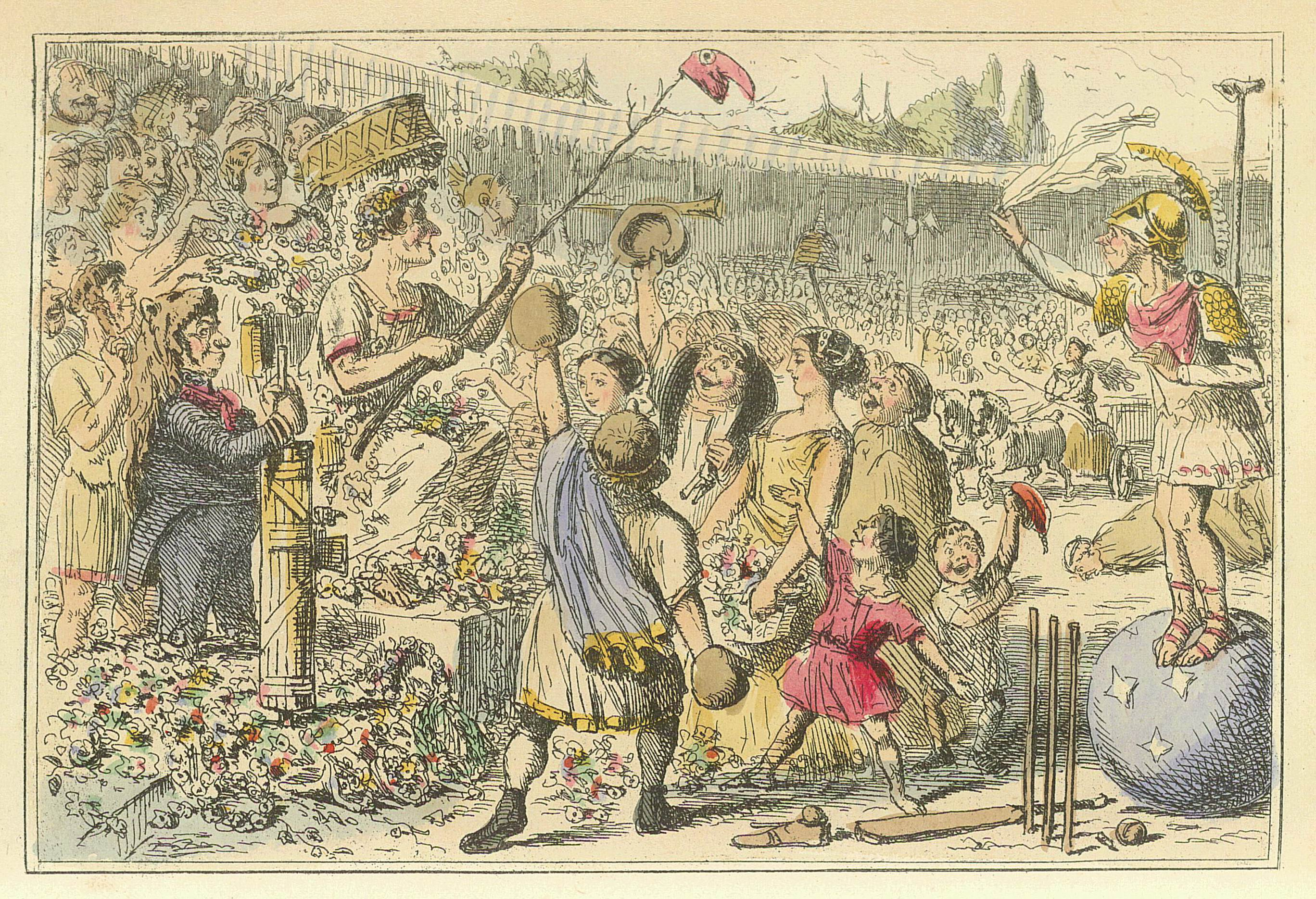
Tito Quincio Flaminino restaurando la libertad de las ciudades griegas en los Juegos Ístmicos. Caricatura de John Leech, 1850.

Pese a que la crónica de Paros indica que la fundación de los juegos tuvo lugar en 1259/8 a. C., el 582-1 a. C. figura como fecha inicial oficial, coincidiendo con el momento en que Cípselo, tirano de Corinto, logró dar resonancia panhelénica a unas competiciones locales en honor de Melicertes, tal como hizo Pisístrato en Atenas con las Panateneas.
Los eleos no podían competir en estos juegos. Según Pausanias, durante la tregua sagrada Heracles tendió una emboscada y dio muerte a los hijos de Actor y Molione, que se dirigían a los Juegos Ístmicos. Los eleos entonces solicitaron a los corintios que por este hecho no dejaran competir a los de la Argólide en sus juegos pero como los corintios no quisieron aceptar esto, Molione maldijo a todo eleo que fuera a competir a los juegos Ístmicos. Según otra versión, los eleos se negaron a competir porque dos hijos de Prolao, un distinguido ciudadano de Élide, fueron asesinados por unos rivales durante los juegos. Una tercera versión decía que Cípselo, fundador de los juegos, consagró una figura de oro a Zeus en Olimpia, pero murió antes de que su nombre figurara en ella. Los eleos no quisieron conceder permiso para reponer el nombre póstumamente, por lo cual los corintios excluyeron a los atletas de Élide.
Desde el 228 a. C. los romanos pudieron participar.
En 196 -195 a. C. durante los juegos, Tito Quincio Flaminino, el vencedor de la batalla de Cinoscéfalos, en 197 a. C., proclamó la libertad e independencia de Grecia, liberada de Filipo V de Macedonia.
Pasajera fue la libertad y exención de impuestos que prometió Nerón durante los Juegos Ístmicos en 67.

### Ciudades encargadas de su organización
Desde sus inicios, Corinto era la ciudad encargada de su organización, hasta que Argos tomó el control de Corinto a principios del siglo IV a. C. y con ello pasó a ser organizadora de los juegos. Agesilao de Esparta intervino en el año 390 a. C. para devolver la organización de los juegos a los corintios pero, cuando este se fue, los argivos fueron nuevamente los que organizaron los juegos, hasta que perdieron el control de Corinto en el 386 a. C. 
Cuando en 146 a. C., Corinto fue destruida por el cónsul romano Lucio Mumio, este ordenó la reconstrucción del recinto donde se celebraban pero los juegos pasaron a ser organizados por la ciudad de Sición. Julio César volvió a edificar Corinto en el 46 a. C. con el nombre de «Colonia Laus Julia Corinthensis» y entre los años 7 y 3 a. C., Lucio Castricio Régulo, gobernador de la colonia, volvió a recuperar la organización de los juegos para Corinto.
Los juegos seguían celebrándose en la parte final de la época imperial romana.